# Westvleteren (cerveza)
Westvleteren (en neerlandés: Brouwerij Westvleteren) es una cervecería trapista fundada en 1838 en la Abadía de San Sixto en Vleteren, Bélgica, no muy lejos de Poperinge, ciudad conocida por su producción de lúpulo. 
Las tres cervezas elaboradas por la cervecería han adquirido una reputación internacional por su calidad y sabor. Westvleteren 12, la más fuerte de las tres en graduación alcohólica, es considerada por los expertos y numerosos aficionados la mejor cerveza del mundo. La producción de estas cervezas no puede atender a la demanda mundial sino que se venden en pequeñas cantidades semanales a las puertas del monasterio a compradores individuales según pedidos realizados de forma anticipada.

## Historia
Los monjes trapenses del monasterio francés de Mont des Cats, fundaron el monasterio de San Sixto en 1831. En 1838, se elaboró cerveza por primera vez en Westvleteren. En 1850, algunos de los monjes fundaron la abadía de Notre-Dame de Scourmont, que también elabora una cerveza trapista con el nombre de Chimay. Durante la Primera y Segunda Guerra Mundial, la fábrica de cerveza Westvleteren siguió funcionando, aunque a capacidad reducida. Fue la única fábrica de cerveza trapense que logró conservar los toneles de cobre originales durante los años de las guerras mundiales. El resto de cervecerías no corrieron la misma suerte ya que el cobre fue requisado por las fuerzas de ocupación alemanas. En la Primera Guerra Mundial, esto fue debido, principalmente, a que la abadía no fue ocupada por los alemanes; sirvió para cuidar de los heridos de las tropas aliadas.
En 1931, la abadía comenzó la venta de cerveza para el público en general, habiendo servido cerveza únicamente a los huéspedes y visitantes hasta ese momento. En 1946, la fábrica de cerveza St. Bernardus situada en las cercanías de Watou obtuvo una licencia para la fabricación de cerveza bajo el nombre de San Sixto. Este acuerdo terminó en 1992 y St. Bernardus todavía elabora cervezas de estilos similares, pero bajo su propio marca. Ese mismo año, la abadía inauguró su nueva fábrica de cerveza sustituyendo los antiguos equipos.
La fábrica emplea en la actualidad tres operarios no monásticos para diversas tareas manuales; sin embargo, aquellas esenciales de la fabricación de cerveza son realizadas por los monjes exclusivamente. Es la única fábrica de cerveza trapense donde los monjes todavía asumen estas responsabilidades. De los 26 monjes cistercienses que residen en la abadía, cinco monjes llevan las riendas de la fábrica de cerveza y otros cinco ayudan durante el embotellado.

## Orientación comercial
Como otras cervecerías trapenses, la cerveza se vende sólo para mantener el monasterio y los márgenes se destinan a obras benéficas y de caridad. Aunque la fábrica de cerveza es un negocio per se, ya que su objetivo es ganar dinero, no tiene ánimo de lucro y no emplean publicidad alguna. Los monjes han declarado en repetidas ocasiones que sólo elaboran la suficiente cerveza para sostener el monasterio, y no producirán más de la estrictamente necesaria, independientemente de la demanda. Durante la Segunda Guerra Mundial, la fábrica de cerveza dejó de suministrar a mayoristas y desde entonces sólo venden a compradores en persona en la fábrica o en el centro de visitantes situado al lado del monasterio. Todos estos métodos van en contra del modelo económico capitalista predominante actual; sin embargo, como dijo el Padre Abbott al inaugurar la nueva fábrica de cerveza «no somos cerveceros. Somos monjes. Fabricamos cerveza para permitirnos ser monjes».

## Cervezas

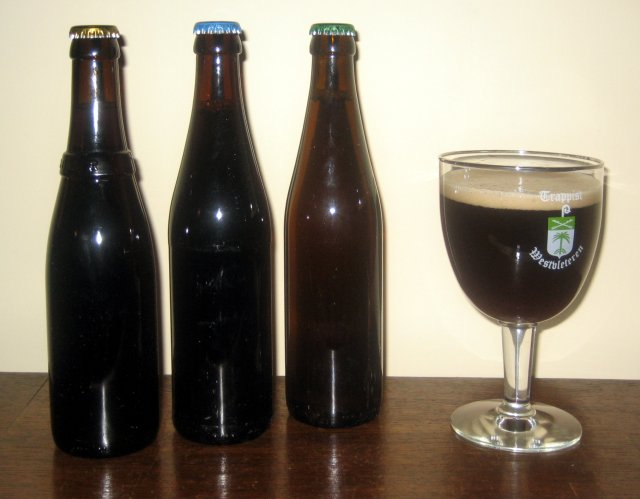
Las tres variedades de cerveza, con la 12 vertida en la copa en forma de cálice.

La fábrica de cerveza actualmente produce tres cervezas:
- Westvleteren Rubia (chapa verde), 5,8% alc. vol., se fabrica desde el 10 de junio de 1999.
- Westvleteren 8 (chapa azul) (anteriormente llamada Extra), con 8% alc. vol.
- Westvleteren 12 (chapa amarilla) (anteriormente denominada Abt), con 10.2% alc. vol., se produce desde 1940.

Hasta 1999, la fábrica de cerveza también producía una cerveza oscura de 6,2% alc. vol. y una más ligera de 4% que es la que suelen beber los monjes habitualmente en su día a día (patersbier), pero estas fueron sustituidas por la versión rubia. Las cervezas 8 y 12 están refermentadas en botella y son apropiadas para su guarda durante varios años, dado que el sabor se potencia. Los ingredientes son levadura, lúpulo, malta, azúcar, caramelo y agua.

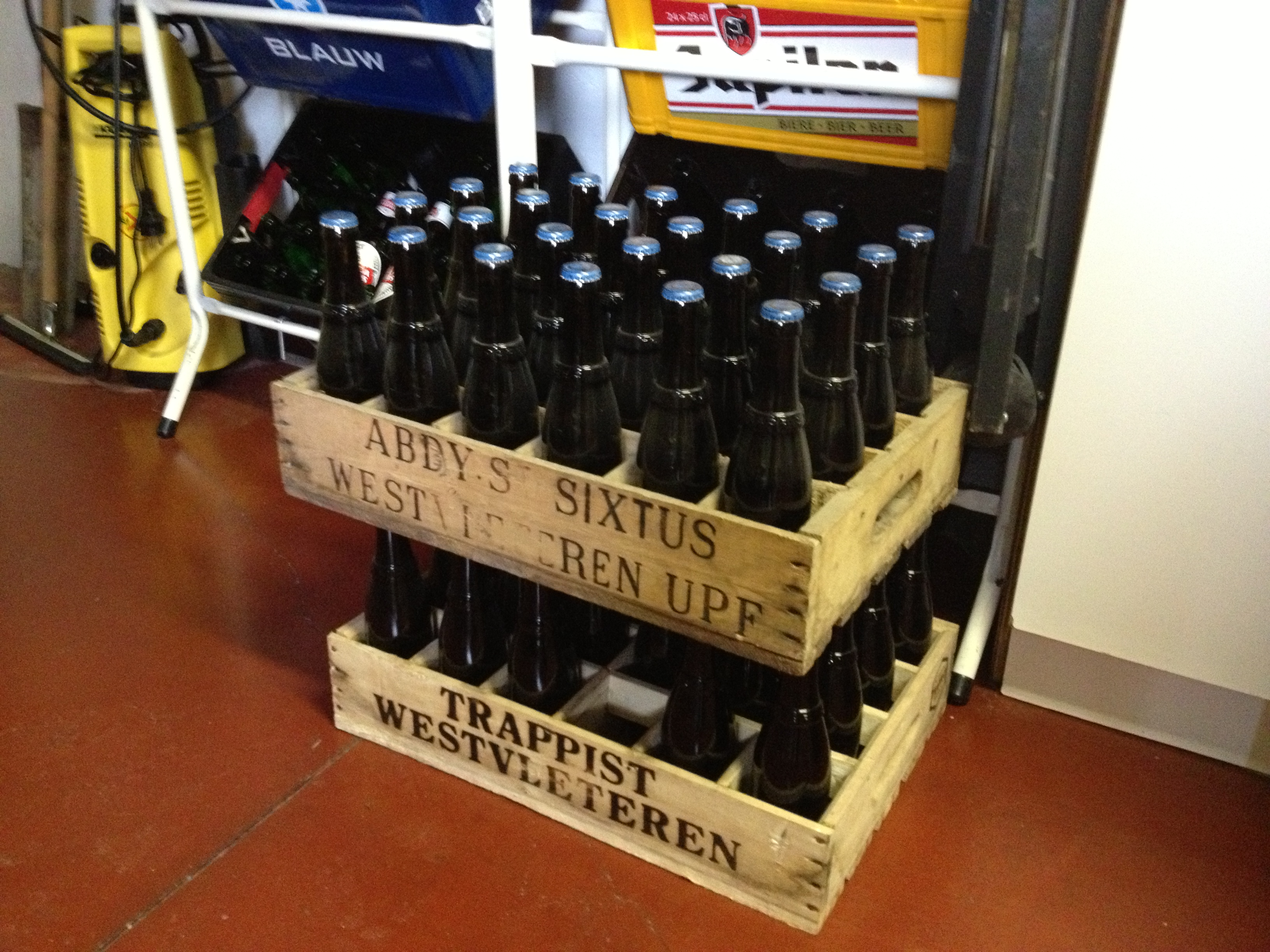
Cajas de madera que contienen 24 botellas de Westvleteren.

Las botellas se llevan vendiendo sin etiquetas desde 1945. Toda la información requerida por ley se encuentra en la chapa. Debido a esta falta de espacio, las cervezas Westvleteren son las únicas cervezas trapenses que no muestran el sello de «Auténtico producto trapista» en la botella. El logotipo sólo está impreso en las características cajas de madera.

## Disponibilidad
La producción actual es de 4750 hl (60000 cajas) por año, y se ha mantenido igual desde 1946.
En un principio los compradores únicamente podían llevarse diez cajas de 24 botellas en su coche, pero debido a la popularidad en aumento de la cerveza, se redujo a cinco, luego a tres y ahora a uno o dos cajas. Para la Westvleteren 12 en 2009, fue limitado a un caso. Actualmente al hacer un pedido se debe precisar el tipo y la cantidad de cerveza requerida que se adaptará siempre a las unidades disponibles. Las ventas están limitadas a un pedido cada 60 días por persona por número de matrícula y número de teléfono. También, la cerveza debe ser reservada por adelantado en un número de teléfono habilitado a tal efecto. Los monjes no venden cerveza a los individuos que se acerca hasta la abadía con la intención de comprar cerveza. La razón de esto es eliminar la reventa, y por lo tanto facilitar a todos los visitantes la oportunidad de adquirir el producto.
Aparte de la propia fábrica de cerveza, el único punto de venta oficial de la cerveza es la cafetería y centro de visitantes In de Vrede, situada frente a la abadía y propiedad de esta. Todas las cervezas se pueden comprar allí para consumo inmediato o para llevar, dependiendo de la disponibilidad (sin embargo, los precios son más altos que en la abadía). A menudo no hay cerveza disponible en la tienda. La tienda también vende quesos elaborados en la abadía, pastillas de levadura (no es levadura para hacer cerveza, sino levadura con fines medicinales) y otros productos trapistas.
A los compradores de la cerveza se les entrega un papel con la frase Niet verder verkopen («no revender»). La abadía está muy en contra de la reventa de su cerveza, y es su deseo que la cerveza sólo esté disponible comercialmente en los dos puntos de venta oficiales. Por lo tanto, cualquier cerveza Westvleteren ofrecidos para la venta en cualquier otro lugar en el mundo es un producto del mercado gris o del mercado negro, ya que no hay mayoristas o pubs que suministren esta cerveza. La abadía está trabajando activamente para eliminar las ventas ilegales, y por lo general sólo accede a conceder entrevistas con medios de comunicación para difundir sus mensajes contra el consumo ilícito de cerveza Westvleteren.
La fábrica de cerveza y el distribuidor minorista belga Colruyt puso a la venta un paquete de regalo (6 botellas de Westvleteren 12, más dos vasos), disponible sólo a través del intercambio de cupones promocionales impresos en algunos medios de comunicación. El objetivo de las ventas fue recaudar fondos para el monasterio que requería reparaciones urgentes de forma inmediata. Estuvieron disponibles desde el 2 de noviembre de 2011, un total de 93,000 packs a un precio de 25 euros. Todas las ganancias de la venta se destinaron a sufragar las reparaciones. Esta fue la primera vez que el monasterio recurrió a algo como esto.
El 4 de noviembre de 2011, se anunció que el importador estadounidense Shelton Brothers iba a importar 7760 paquetes de regalo consistentes en 6 botellas de Westvleteren 12 y 2 vasos a partir de abril de 2012.

## Reputación internacional
Muchos bebedores de cerveza sitúan la cerveza Westvleteren 12 entre sus favoritas. La 8 y la blonde también se sitúan en los primeros puestos en sitios web de puntuación de cervezas.
En junio de 2005, cuando Westvleteren 12 se erigió como "Mejor Cerveza del Mundo", organizaciones periodísticas de todo el mundo hicieron un profundo seguimiento de esto y numerosos artículos aparecieron en la prensa internacional, destacando el calificativo así como la inusual políticas de negocio. En 2014 fue calificada como la mejor cerveza del mundo por Ratebeer.com.
Después de estos acontecimientos, el interés por la Westvleteren aumentó y surgieron historias sobre que la producción de la abadía era baja, obligando a los monjes a reducir la cantidad de cerveza vendida a cada cliente. En una entrevista, el monje Mark Bode explicó que la abadía no tenía la intención de aumentar su producción, a pesar de la demanda: «Hacemos la cerveza para vivir pero no vivimos para la cerveza».
A pesar de la popularidad, los monjes de San Sixto han seguido rechazando casi todas las peticiones de entrevistas y solicitudes de visita y no han disfrutado particularmente de la atención mediática recibida. Los visitantes no monásticos no suelen ser recibidos y son, en su lugar, enviados al centro de visitantes donde hay información acerca de la abadía y la fábrica. Han manifestado su deseo de producir solamente tanta cerveza como sea necesaria para el mantenimiento de la comunidad.